# Helena Johansson Lindell
Helena Johansson Lindell, född 5 juli 1983 i Huskvarna i Småland, är en svensk konsthantverkare och konstnär, främst aktiv som smyckeskapare, numera baserad i Stockholm. Känd för arbeten gjorda ur ett feministiskt, miljövänligt och lekfullt perspektiv, ofta med hjälp av återvunnet material från gamla leksaker och andra plastprodukter. Har ställt ut på många ställen i världen, bland andra Velvet da Vinci i San Francisco, USA, ATTA Gallery i Bangkok, Thailand, och Schmuck (Internationale Handwerksmesse) i München, Tyskland.